# Minettia austriaca
Minettia austriaca is een vliegensoort uit de familie van de Lauxaniidae. De wetenschappelijke naam van de soort is voor het eerst geldig gepubliceerd in 1951 door Hennig.